# Ingeniør
En ingeniør er en person, der beskæftiger sig med ingeniørvidenskab som konstruktion, planlægning og styring af proces, produktion og produkter.
I Danmark er den højeste ingeniøruddannelse studiet til civilingeniør – cand.polyt. Uddannelsen er normeret til 5 år og udbydes af Danmarks Tekniske Universitet, Aalborg Universitet, Syddansk Universitet Det Tekniske Fakultet og Aarhus Universitet. Civilingeniør-studiet består af to dele - En bachelor- og en master-del. Efter 3 års studier opnår den studerende titel af Bachelor of Science (B.Sc.) og efter yderligere 2 år titlen som Master of Science (M.Sc.) inkl. en undertitel inden for deres retning.
De 3½-årige ingeniøruddannelser til diplomingeniør (tidligere akademiingeniør og teknikumingeniør) udbydes af langt flere uddannelsesinstitutioner landet over. De har efter at have bestået 210 ECTS-point titel af Bachelor of Engineering (Tidligere også Bachelor of Science) hertil en underkategori. Bac. Eng. E.E er eksempelvis en bachelor i Electric Engineering (El/Elektronik-ingeniør)
En maskinmester har titel af "Bachelor of Technology Management and Marine Engineering", men er normalt ikke alment benævnt som en ingeniør. Titlen maskinmester er beskyttet hvorimod titlen ingeniør ikke er. (I erhvervslivet ansættes mange maskinmestre dog med diverse ingeniør titler[kilde mangler])
Ingeniør er ikke en beskyttet titel, og kan anvendes frit af alle uanset uddannelse eller mangel på samme.

## Historie
Den mellemøstlige (Manglende kilder gør det vanskeligt at bestemme om han var perser, kurder eller araber) al-Jazari betegnes af nogle som den første egentlige ingeniør. I 1206 færdiggjorde han en bog med beskrivelser og illustrationer af 50 mekaniske instrumenter.

## Uddannelse
Alle universiteter som for nuværende (2014) uddanner ingeniører har forskellige studieordninger, og de forskellige obligatoriske fag ligger ikke på samme semestre.
De fleste universiteter underviser mest i almen videnskab/fysik/matematik de først par semestre. Samundervisning af lignende uddannelser, og først senere undervises i specialiseringer.
Alle ingeniører skal have et vist antal ECTS-point inden for fysik/matematik – niveauet varierer efter specialisering.
Selv om man underviser i det før nævnte fag vil du sjældent komme ud på en praktikplads hvor du kan fungere som ingeniør og/eller observere færdiguddannede ingeniører udføre deres arbejde.

### Uddannelsestyper
Alle ingeniører er fra de naturvidenskabelige fakulteter, og underkategorierne er mange, de danske titler er med tiden blevet lidt udvaskede og hvert universitet har måske en anden gren af underkategorierne.
- Elektrisk energiteknologi ingeniør (Tidligere stærkstrømsingeniør)[3]
- Elektroingeniør (Tidligere svagstrømsingeniør)
- Produktionsingeniør
- IT-ingeniør (Lærings- og Oplevelsesteknologi ingeniør)[4]
- Softwareingeniør
- Maskiningeniør
- Bygningsingeniør
- Processingeniør
- Sundhedsteknologi ingeniør
- Forretningsingeniør (Blanding mellem en ingeniør og en erhvervsøkonom)
- Eksportingeniør
- Kemiingeniør
- Miljøingeniør
- Biotekingeniør
- Skov- og Landskabsingeniør (ikke anerkendt i IDA-regi)
- Urban- og Landskabsingeniør
- Trafik og Transportingeniør

I lighed med softwarearkitekt benyttes softwareingeniør ofte som betegnelse for softwareudviklere, selvom de ikke nødvendigvis er uddannede ingeniører.

### Ingeniører hos det offentlige
Hos det offentlige findes der flere stillingskategorier for ingeniører. Fx
- Baneingeniører er en tidligere betegnelse for ingeniører ansatte hos DSB. Nu findes der tilsvarende stillinger hos Banedanmark.
- Marineingeniører er tekniske officerer hos søværnet.
- Stadsingeniører og kommuneingeniører er tidligere betegnelser for lederne af kommunernes tekniske forvaltninger. I dag bruges betegnelsen teknisk direktør.

### Ingeniøruddannelsens historie i Danmark
Skelsættende begivenheder i den danske ingeniøruddannelse: 

### 1829
Polytekniske Læreanstalt indvies, som uddannelsessted for kandidater i henholdsvis mekanik (maskiningeniører) og i anvendt naturvidenskab (kemikere).
H.C. Ørsted var leder af læreanstalten til 1851. Studietiden var to år.

### 1903
Elektronik oprettes som selvstændig studieretning.
Der uddannes på dette tidspunkt fire slags ingeniører:
- bygningsingeniører
- elektroingeniører
- fabriksingeniører (senere kemiingeniører)
- maskiningeniører.

### 1905
Teknikumingeniøruddannelsen bliver oprettet i Odense, siden i andre danske byer. Uddannelsen henvender sig til håndværkersvende med lyst og evner til at læse videre.

### 1933
Navnet Danmarks Tekniske Højskole (DTH), senere Danmarks Tekniske Universitet (DTU), anvendes for første gang, samtidig med at det er første gang, at den beskyttede titel civilingeniør bliver brugt.

### 1957
Danmarks Ingeniørakademi (DIA) oprettes som selvstændig institution for uddannelse of akademiingeniører.

### 1974
Aalborg Teknikum bliver en del af det nyoprettede Aalborg Universitet, og siden fusionerede en stor del af landets ingeniørhøjskoler med landets universiteter.

### 1993
Diplomingeniøruddannelsen afløser de hidtidige akademi- og teknikumingeniøruddannelser.

### 1995
Danmarks Ingeniørakademi (DIA) fusionerer med Danmarks Tekniske Universitet (DTU), der herefter uddanner civilingeniører med en fem-årig uddannelse og diplomingeniører med en 3,5-årig uddannelse.

### 2007
Ingeniørhøjskolerne i København (IHK) og Aarhus (IHA) ønskes lagt sammen, af politikerne, med professionshøjskolerne, men de to skoler udvider i stedet samarbejdet med henholdsvis Aalborg Universitet og Aarhus Universitet.

### 2013
Ingeniørhøjskolen i København (IHK) fusioneres med Danmarks Tekniske Universitet (DTU).